# منتخب الصين لهوكي الجليد للناشئين
منتخب الصين لهوكي الجليد للناشئين هو ممثل الصين الرسمي في المنافسات الدولية في هوكي الجليد للناشئين
.